# Пам'ятники Стрия
| Назва                                                               | Розташування | Фото | Опис |
| Пам'ятник «Будителям»                                               | майдан Незалежності49°15′21″ пн. ш. 23°50′49″ сх. д. / 49.25583° пн. ш. 23.84694° сх. д.                                                  |      | Єдиний в Україні пам’ятник-триптих Тарасу Шевченку, Івану Франку, Лесі Українці відкритий у Стрию 24 серпня 1995 року. Над пам'ятником працювали скульптори Василь та Володимир Одрехівські. Пам'ятник складається з бронзових скульптур трьох поетів на повен зріст, у нішах кожної з арок, під загальною високою ажурною тригранною аркою з білого мармуру над цими трьома арками і декоративним вічовим дзвоном під нею. |
| Пам'ятник Степану Бандері                                           | вул. Є. Коновальця, біля середньої школи № 749°15′19″ пн. ш. 23°50′58″ сх. д. / 49.25528° пн. ш. 23.84944° сх. д.                         |      | Перший пам'ятник встановлений Степану Бандері у Стрию 28 червня 1992 року перед школою, колишнію гімназією, в якій він колись навчався. Автори пам'ятника — львівський скульптор Іван Самотос і архітектор Василь Каменщик. За часів Польщі на цьому місці стояв пам'ятник Яну Кілінському, пізніше в радянські часи — пам'ятник Віталію Примакову.                                                                         |
| Пам'ятник Ярославу Стецьку                                          | вул. Т. Шевченка, біля міської ради49°15′29″ пн. ш. 23°51′0″ сх. д. / 49.25806° пн. ш. 23.85000° сх. д.                                   |      | Єдиний на Львівщині пам'ятник Ярославу Стецьку встановлений у Стрию 1 листопада 1997 року. Автор — скульптор Володимир Одрехівський. Пам'ятник являє собою бронзове погруддя на квадратному бетонному постаменті, облицьованому рожевим гранітом. |
| Пам'ятник Богдану Хмельницькому                                     | вул. Я. Осмомисла49°15′29″ пн. ш. 23°51′20″ сх. д. / 49.25806° пн. ш. 23.85556° сх. д.                                                    |      | Пам'ятник Богдану Хмельницькому був спочатку встановлений у Стрию у 1954 році в колишньому парку культури Стрийського вагоноремонтного заводу, у 1965 році перенесений біля новозбудованого кінотеатру «Космос» (пізніше ім. Б. Хмельницького), а у 1995 році опинився на вул. Ярослава Осмомисла. Автор невідомий, матеріал — бронза.                                                                                      |
| Пам'ятник Івану Франку                                              | вул. О. Бобикевича, біля будинку працівників освіти49°15′29″ пн. ш. 23°51′20″ сх. д. / 49.25806° пн. ш. 23.85556° сх. д.                  |      | Пам'ятник Івану Франку встановлений у Стрию 28 травня 1986 року поблизу будинку працівників освіти. Встановлений без дозволу столичної та місцевої влади. Автор — скульптор Яків Чайка, матеріал — бронза. |
| Пам'ятник Івану Франку                                              | вул. Г. Коссака, біля середньої школи № 349°16′20″ пн. ш. 23°51′38″ сх. д. / 49.27222° пн. ш. 23.86056° сх. д.                            |      | Пам'ятник українському письменнику і вченому І.Я. Франку, скульптори Василь і Володимир Одрехівські, архітектор Володимир Блюсюк. Бронзовий бюст встановлений 27 серпня, або 1 вересня 1986 року перед середньою школою № 3, яка носить ім'я Івана Франка. |
| Пам'ятник Тарасу Шевченку                                           | Парк культури і відпочинку ім. Т. Г. Шевченка49°14′57″ пн. ш. 23°50′35″ сх. д. / 49.24917° пн. ш. 23.84306° сх. д.                        |      | Бронзовий пам'ятник Тарасу Шевченку на бетонному постаменті був встановлений у 1958 році. |
| Стела на честь 600-річчя Стрия                                      | Проспект В. Чорновола49°15′28″ пн. ш. 23°50′40″ сх. д. / 49.25778° пн. ш. 23.84444° сх. д.                                                |      | Встановлено арку 600-річчя Стрия у 1985 році. Частину вул. А. Міцкевича (від вул. Т. Шевченка до залізничного вокзалу) перейменовано на проспект 600-річчя Стрия (тепер проспект В. Чорновола). |
| Пам'ятника «Синам Стрийщини, які не повернулися з Афганської війни» | вул. С. Бандери, біля біржі49°15′37″ пн. ш. 23°50′52″ сх. д. / 49.26028° пн. ш. 23.84778° сх. д.                                          |      | Пам'ятник встановлений 10 травня 2008 року. На ньому увіковічнені імена тих десяти стриян, які загинули в Афганістані. Автор — скульптор Ярич Василь Якимович. |
| Скульптурна композиція «Пієта»                                      | вул. Є. Олесницького, Меморіальний комплекс «Борцям за волю України»49°15′30″ пн. ш. 23°50′54″ сх. д. / 49.25833° пн. ш. 23.84833° сх. д. |      | Пам'ятник відкритий 19 червня 2005 року як частину меморіального комплексу. Автор — скульптор Ярич Василь Якимович та Орест Скоп. |
| Пам'ятний знак Зеновію Красівському                                 | вул. З. Красівського, біля середньої школи № 1049°15′59″ пн. ш. 23°51′37″ сх. д. / 49.26639° пн. ш. 23.86028° сх. д.                      |      | Пам'ятник у вигляді гірського каменю, в який умонтований бронзовий горельєф Зеновію Красівському відкритий 14 жовтня 2010 року. Під горельєфом викарбувано: «Багатолітній політв'язень, поет, філософ, крайовий провідник ОУН» і слова героя: «Я завжди і по сьогодні був гордий з того, що я український націоналіст.». Автори — скульптори Ярослав та Святослав Ільківи.                                                  |
| Пам'ятник радянському солдату                                       | міський цвинтар |      | Пам'ятник відкритий у 1957 році на міському цвинтарі на місці поховання радянських воїнів. |

## Колишні пам'ятники

### ЗаАвстро-Угорщини
У 1862 році у центральній частині парку «Вільшина» (тепер парк культури і відпочинку ім. Т. Шевченка) спорудили один із перших, а можливо й перший пам'ятник у Стрию присвячений австрійським солдатам, що загинули під Маджентою і Сольферіно під час австро-італо-французької війни. Скульптор — Ципріан Годебський, ініціатори — офіцери цього ж полку, які вижили. Пам'ятник являв собою вісім розставлених колом гармат. Посередині височіла кам'яна стела з прізвищами загиблих 488 старшин і вояків німецькою і польською мовами. Приблизно у 1919-1920 роках пам'ятник знищено. Дві з гармат зараз розташовані біля стрийського краєзнавчого музею «Верховина», ще дві потрапили до Самбора, доля решти невідома.
У 1900 році відкритий пам'ятник Яну Кілінському , який стояв на місці, де зараз стоїть пам'ятник Степану Бандері. Імовірно, зруйнований комуністичною владою у 1939 році.

### ЗаПольщі
Польські артилерійські з'єднання, що дислокувалися у Стрию впродовж 1927—1939 років спорудили колону (1930 рік) і пам'ятну таблицю на честь Юзефа ПілсудськогоТаблиця була оточена гарматами.

### ЗаРадянського Союзу
У 1940 році на місці колишнього військового меморіалу австрійським воїнам у парку «Вільшина» споруджений пам'ятник Йосипу Сталіну. На початку німецької окупації у 1941 році скульптуру скинули і розтрощили. Пам'ятники Сталіну стояли також на площі Ринок, де на заміну йому у 1965 році спорудили пам'ятник радянському солдату; а також за річкою Стрий на роздоріжжі в сторону Моршина і Слобідки, на постаменті від якого в декількох місцях стирчала радянська гармата.
У 1952 році на розі вулиць Леніна і Міцкевича (нині — вул. Т. Шевченка і просп. В. Чорновола) встановлений пам'ятник Володимиру Леніну. У 1985 році перед будівлею міськкому партії споруджений новий пам'ятник Леніну.
У жовтні 1958 року біля входу до дитячого парку встановлено скульптуру радянської партизанки Зої Космодем'янської, що був демонтований у 1990 році.
У 1980 році перед СШ № 7 встановлений пам'ятник Віталію Примакову, який був демонтований у вересні 1990 року. Також у Стрию був пам'ятник Г.    Медведю, який був встановлений біля центру творчості дітей та юнацтва. Більшість пам'ятників радянського режиму були демонтовані у 1990 році